# Imiennik chanów protobułgarskich

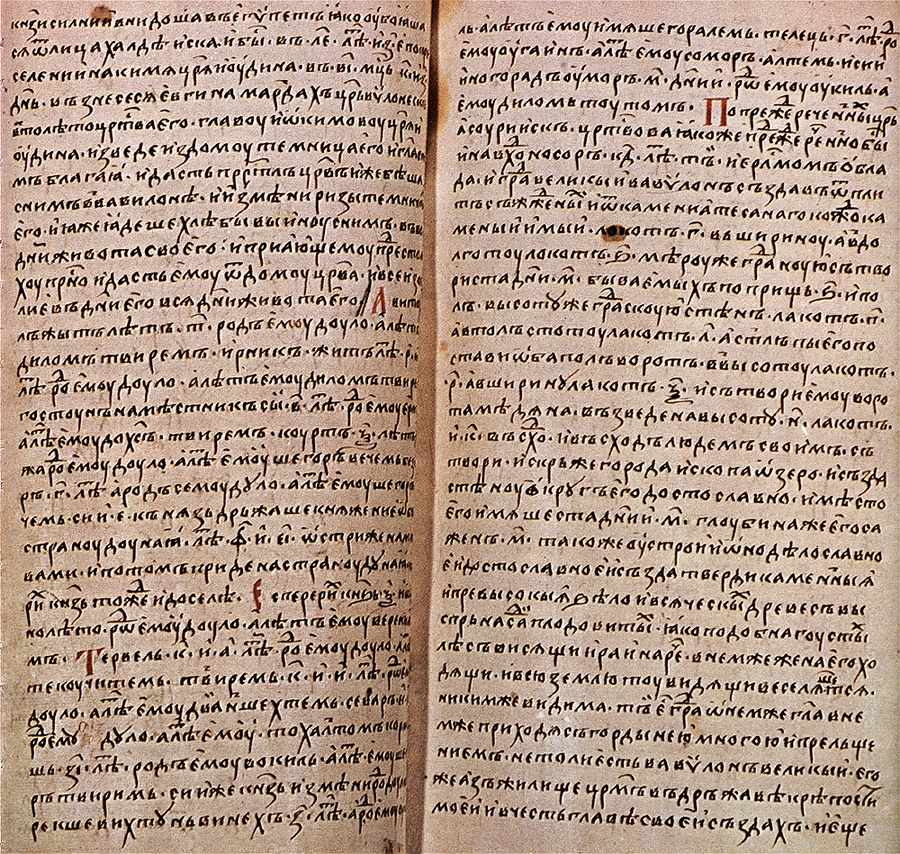
Strona z tzw. moskiewskiego (synodalnego) odpisu Imiennika, XVI-XVII w.

Imiennik chanów protobułgarskich (bułg. Именник на българските ханове) – najstarsze znane źródło do historii pierwszych dwóch stuleci historii Bułgarii Naddunajskiej. 
Imiennik chanów protobułgarskich został odnaleziony przez rosyjskiego uczonego A. N. Popowa w 1861 roku i opublikowany w piśmie «Обзор хронографов русской редакции», w Moskwie, w 1866 roku. Obecnie znane są 3 odpisy dokumentu, najstarszy, tzw. Uwarowski, datowany jest na XV wiek, pozostałe, tj. Pogodinowski i Moskiewski są z XVI wieku.

## Imiennikw transkrypcji Uwarowa
- Авитохолъ житъ лѣт. ~т. рѡд ему Дуло. а лѣт ему дилѡмъ твирем.
- Ирникъ. житъ лѣт. ~ри. рѡд ему Дуло. а лѣт ему дилом тверимь.
- Гостунъ наместникь сьï два лѣта. рѡд ему. Ерми. а лѣт ему дохсъ. твиремь.
- Курт: ѯ лѣт дръжа. рѡд ему Дуло. а лѣт ему шегоръ вечемь.
- Безмеръ ~г. лѣт. а рѡд сему Дуло. а лѣт ему шегоръ вемь.

сii ~е кнѧз. дръжаше кнѧженïе обону страну Дунаѧ. лѣтъ. ~ф. ~еi. остриженами главами. И потѡм прiиде на страну Дунаѧ. Исперих 
кнѧз тожде и доселѣ.
- Есперих кнѧз. ~ ѯа лѣт. рѡд Дуло. а лѣт ему верени алем.
- Тервен. -к~а. лѣто. рѡд ему Дуло. а лѣт ему текучитем. твирем.
- ~ки. лѣт. рѡд ему Дуло. а рѡд ему дваншехтем.
- Севаръ. ~еi. лѣт. рѡд ему Дуло. а лѣт ему тохалтом.
- Кормисошь. ~зi. лѣт. рѡд ему Вокиль. а лѣт ему шегоръ твиремь.

Сïи же княз измѣни рѡд Дулов. рекше Вихтунь.
- Винех. ~з. лѣт. а рѡд ему Ѹкиль. а лѣтъ ему имаше Горалемь.
- Телець. ~г. лѣта. рѡд Ѹгаинь. а лѣт ему соморъ. алтемь.

И сïй иного рад.
- Ѹморъ. ~м. днïи. рѡд ему Ѹкиль а ему дилѡм тоутѡм.

## Przekład
Przekład Uwarowskiego odpisu Imiennika według Petyra Dobrewa:
- Awitochol żył 300 lat. Ród jego Dulo, a jego rok (wstąpienia na tron) dilom twirem
- Irnik żył 150 lat. Ród jego Dulo, a jego rok dilom twiriem.
- Gostun, namiestnik, 2 lata. Ród jego Ermi, а jego rok doks twirem.
- Kubrat władał 60 lat. Ród jego Dulo, a jego rok szegor weczem.
- Bezmer 3 lata, а ród jego Dulo, а jego rok szegor weczem.

Tych pięciu książąt władało księstwem po drugiej stronie Dunaju przez 515 lat z ostrzyżonymi głowami a potem przyszedł na tę stronę Dunaju Asparuch kniaź i do teraz (rządzi).
- Asparuch kniaź 61 lat (rządził). Ród jego Dulo, а jego rok wereni alem.
- Terweł 21 lat. Ród jego Dulo, а jego rok tekuczitem twirem.
- Tzw. nieznany książę 28 lat. Ród jego Dulo, а rok jego dwan szechtem
- Sewar 15 lat. Ród jego Dulo, а rok toch altom.
- Kormisosz 17 lat. Ród jego Wokil, а rok szegor twirem.

Ten książę zmienił ród Dulo, na rzecz Wichtun.
- Winech 7 lat. Ród jego Ukil. А rok szegor аlem.
- Telec 3 lata. Ród jego Ugain, a rok  somor аltem.

I ten z innego rodu. (wyrażenie sporne)
- Umor (władał) 40 dni. Ród jego Ukil, а rok dilom tutom.

## Problemy związane z przekładem
Słowa zapisane kursywą zostały podane w języku protobułgarskim w manuskrypcie i reprezentują rok i miesiąc wstąpienia na tron każdego z władców zgodnie z kalendarzem protobułgarskim. Ich tłumaczenie jest niepewne, ale istnieje zgoda co do tego, że opierają się na systemie podobnym do kalendarza chińskiego (który przejęły liczne ludy tureckie i Mongołowie), z cyklem dwunastoletnim i oznaczaniem lat nazwami zwierząt. Pierwsze słowo w każdym określeniu oznacza nazwę roku, drugie jest numerem porządkowym, który odnosi się do miesiąca objęcia władzy.
Tłumaczenia tych słów znacznie różnią się między sobą. Dotyczy to zwłaszcza ich zakresu znaczeniowego. Jednak największe rozbieżności wynikają obecnie z różnicy między tradycyjną analizą uznającą protobułgarski za język turecki a niedawno wysuniętą propozycją Petyra Dobrewa, że jest to język pamirski, należący do grupy języków irańskich. „Turecką” lekcję kalendarza zaproponował w 1913 roku fiński slawista Jooseppi Julius Mikkola. Propozycja Mikkoli doczekała się w ciągu XX wieku licznych modyfikacji dokonanych przez Gézę Fehéra, Omeljana Pritsaka i Mosko Moskowa. „Irańska” lekcja Dobrewa zasadniczo zachowuje z poprzednich przekładów nazwy lat, kwestionując tureckie pochodzenie nazw zwierząt. Dobrew wykazuje, że to Turcy zapożyczyli te nazwy od Protobułgarów, co prowadzi go do przyjęcia innej niż dotąd numeracji miesięcy.
Poniższa tabela przedstawia dwie interpretacje – jedną z wcześniejszych wersji „tureckich” Złatarskiego (1918, opartą na propozycji Mikkoli) i „irańską” Dobrewa (1994)
| Określenie bułgarskie | Turecka teoria (Wasyla Złatarskiego)      | Irańska teoria (Petyra Dobrewa) |
| --------------------- | ----------------------------------------- | ------------------------------- |
| dilom twirem          | Wąż, 9.                                   | Wąż, 4.                         |
| doks twirem           | Dzik, 9.                                  | Dzik, 4.                        |
| szegor weczem         | Wół, 3.                                   | Wół, 5.                         |
| wereni alem           | Wilk (inni: Smok), 1. (inni: "dodatkowy") | Smok, 1.                        |
| tekuczitem twirem     | Pies (inni: Koń, Owca), 9.                | Koń, 4.                         |
| toch altom            | Kura, 6.                                  | Bażant, 12.                     |
| szegor twirem         | Wół, 9.                                   | Wół, 4.                         |
| (imen)szegor alem     | Koń, 1. (inni: "dodatkowy")               | Wół, 1.                         |
| somor altem           | Gryzoń, 6.                                | Gryzoń, 12.                     |
| dilom tutom           | Wąż, 4.                                   | Wąż, 2.                         |

## Problemy z liczbami
Oprócz kwestii wyżej wspomnianych, problemy stwarzają także liczby lat życia i panowania poszczególnych władców. 300 lat życia Awitochola i 150 Irnika to na pewno liczby symboliczne związane z dwunastoletnim cyklem protobułgarskiego kalendarza. Nie wiadomo jednak, jak traktować liczby lat panowania kolejnych władców Kubrata – 60 i Asparucha – 61. Ich związek z liczbą 12 jest bardzo wyraźny, a traktowanie tych liczb jako faktycznej liczby lat panowania rodzi poważne problemy. Stąd obok prób traktowania ich wprost lub jako liczb przybliżonych (D. Lang), niektórzy historycy widzą w nich jedynie liczby umowne (Wasilewski).
Jeszcze inne trudności sprawiają liczby dotyczące lat panowania kolejnych władców. W oparciu o źródła bizantyjskie rok śmierci chana Asparucha określa się na 700, 701 lub 702. Po 718 roku w kronikach bizantyjskich zapada milczenie na temat Bułgarii. Ponowne informacje o Bułgarii pojawiają się pod 755 rokiem. W 756 roku chan Winech zadaje klęskę wojskom bizantyjskim. Pomiędzy śmiercią Asparucha a zwycięstwem Winecha mija zatem najwyżej 56 lat, natomiast pomiędzy śmiercią Asparucha a wstąpieniem na tron Winecha według Imiennika mija 81 lat. Pomijając szczegóły istnieją dwa sposoby rozwiązania trudności. Pierwszy, liczniej reprezentowany, skraca do kilku lat okres panowania następcy Terweła, nieznanego autorowi Imiennika nawet z imienia. Drugi polega na skróceniu okresu panowania następcy Terweła z 28 do 17-18 lat, a następnie na skróceniu okresu panowania chana Kormisosza z 17 do około 3 lat.
Poniższa tabela ilustruje współczesne dwie metody datowania panowania wczesnych władców bułgarskich na przykładzie datacji przyjętej przez T. Wasilewskiego i J. Andrejewa, w nawiasie liczba lat panowania:
| Imię władcy | Liczba lat w "Imienniku" | Datacja T. Wasilewskiego | Datacja J. Andrejewa |
| ----------- | ------------------------ | ------------------------ | -------------------- |
| Asparuch    | 61                       | 681-701 (20)             | 681-701 (20)         |
| Terweł      | 21                       | 701-718 (17)             | 701-721 (20)         |
| N. N.       | 28                       | 718-725 (7)              | 721-738 (17)         |
| Sewar       | 15                       | 725-740 (15)             | 738-753 (15)         |
| Kormisosz   | 17                       | 740-756 (16)             | 753-756 (3)          |
| Winech      | 7                        | 756-762 (6)              | 756-762 (6)          |
| Telec       | 3                        | 762-765 (3)              | 762-765 (3)          |
| Umar        | 40 dni                   | 767                      | 766                  |

Imiennik nie wymienia panującego po Telecu a przed Umarem Sabina.